# Evelyn Verrasztó
Evelyn Verrasztó (ur. 17 lipca 1989 w Budapeszcie) – węgierska pływaczka, wicemistrzyni Europy, trzykrotna mistrzyni Europy (basen 25 m).
Należy do grona czołowych zawodniczek startujących w stylu zmiennym, a jej specjalnością jest styl grzbietowy. Jej największym dotychczasowym sukcesem są złote medale mistrzostw Europy na krótkim basenie w Stambule w 2009 roku (na 200 m stylem zmiennym; w czasie nowego rekordu świata) i w Eindhoven w 2010 roku na 100 i 200 metrów zmiennym. Rok wcześniej, w mistrzostwach Europy w Eindhoven na basenie 50-metrowym zdobyła srebrny medal na tym dystansie.
Jest córką Zoltána Verrasztó, węgierskiego pływaka i olimpijczyka oraz siostrą Dávid Verrasztó, również pływaka.

## Odznaczenia
- Brązowy Krzyż Zasługi Republiki Węgierskiej (cywilny) – 2008[2]